# 마수마 라흐만 나빌라
마수마 라흐만 나빌라(벵골어: মাসুমা রহমান নাবিলা, 1985년 4월 8일 ~ )는 방글라데시의 배우, 사회자, 모델이다.